# Marajá do Sena
Marajá do Sena este un oraș în unitatea federativă Maranhão (MA), Brazilia.